# Süddeutsche Handballmeisterschaft 1955
Die Süddeutsche Handballmeisterschaft 1955 war die sechste vom SHV ausgerichtete Endrunde um die Süddeutsche Meisterschaft im Hallenhandball der Männer. Sie wurde am 5. Februar 1955 in Freiburg im Breisgau ausgespielt.

## Turnierverlauf
Meister wurde der TC Frisch Auf Göppingen, der sich damit für die Endrunde zur Deutschen Meisterschaft 1955
 in Karlsruhe qualifizierte, bei der die Göppinger auch die Deutsche Meisterschaft gewannen. Der Vizemeister
 FC Bayern München war ebenfalls für die Endrunde um die DM qualifiziert und belegte dort den 5. Platz.

### Modus
Teilnahmeberechtigt waren jeweils die Meister der Endrunden Baden, Südbaden,  Bayern und Württemberg.
 Es spielte jeder gegen jeden, der Meister und Vizemeister waren für die Endausscheidung zur Deutschen
 Meisterschaft 1955 qualifiziert.

### Endrunde
FA Göppingen 	– 	FC Bayern München 	4 	: 	3
FT 1844 Freiburg 	– 	SG Leutershausen 	4 	: 	3
FA Göppingen 	– 	FT 1844 Freiburg 	7 	: 	3
FC Bayern München 	– 	SG Leutershausen 	5 	: 	4
FC Bayern München 	– 	FT 1844 Freiburg 	7 	: 	4
FA Göppingen 	– 	SG Leutershausen 	7 	: 	5

### Endrundentabelle
Saison 1954/55
|    | Mannschaft                  | Spiele | Punkte |
| -- | --------------------------- | ------ | ------ |
| 1. | TC Frisch Auf Göppingen (M) | 3      | 6:0    |
| 2. | FC Bayern München           | 3      | 4:2    |
| 3. | FT 1844 Freiburg            | 3      | 2:4    |
| 4. | SG Leutershausen            | 3      | 0:6    |

Süddeutscher Meister und für die Endrunde zur Deutschen Meisterschaft 1955 qualifiziert

Für die Endrunde zur Deutschen Meisterschaft 1955 qualifiziert